# Ulcinjska biskupija
██ Ulcinjska biskupija u 15. stoljeću
Ulcinjska biskupija (lat. Dioecesis Ulciniensis) je rimokatolička biskupija u Crnoj Gori.
Sjedište joj je u Ulcinju.
Njen teritorij se nalazio na području koje je danas teritorij Skadarske nadbiskupije. Nekad je bila sufraganska barskoj ili dukljanskoj metropoliji. Nakon što su njeno područje 1571. zauzeli Turci, prestala je postojati, jer nije preostao nijedan kršćanin.
Danas postoji kao naslovna biskupija. Biskup je Józef Pazdur.